# Longueur hors tout
Pour les articles homonymes, voir LHT.
 (décembre 2023).

La longueur hors tout est notée Loa sur ce schéma d'un navire. Elle correspond à « l'encombrement » maximal de la coque, indépendamment du niveau de flottaison ou des équipements débordants éventuels.

LOA (longueur hors tout) et LWL (longueur de flottaison) d'un navire en situation de flottaison. La LOA ne varie pas, tandis que la LWL dépend de la charge courante.

La longueur hors tout ou longueur d'encombrement, en général notée LHT (ou LOA pour Length overall), est une mesure ou cote d'un ouvrage d'art, d'une réalisation, destinée à apprécier son occupation dans l'espace selon une dimension où sa longueur est la plus importante.

## En architecture
En architecture et dans la construction en général, la longueur hors tout désigne la mesure d'encombrement totale d'un objet (par exemple une huisserie) selon une dimension donnée, et donc l'espace minimal nécessaire pour l'insérer quelque part, sans causer de dommage ni à l'objet, ni à l'espace accueillant l'objet. Un éventuel jeu d'installation peut être prévu en plus de la longueur hors tout pour faciliter l'opération, ou pour des raisons techniques[pas clair].
L'expression « hors tout » est une traduction imparfaite de l'anglais overall, qui signifie dans ce contexte « global », « total » — on pourrait donc plutôt parler de longueur totale ou entière d'un objet. Par ailleurs, le terme de « longueur » doit être compris dans son acception générale : la LHT peut être une longueur, une largeur, une épaisseur… selon l'axe de mesure qui intéresse l'opération d'assemblage à mener.

## En architecture navale
En architecture navale, la longueur hors tout correspond à la distance entre les points extrêmes avant et arrière de la structure permanente du bateau.
Ceci inclut les éventuels espars tels que le beaupré ou une queue de malet ainsi que les balcons. En revanche, les grues ne sont en général pas incluses.
Cette mesure est principalement utilisée pour allouer l'espace dans un port ; en revanche, pour les calculs de vitesse ou de jauge c'est la longueur de flottaison ou la longueur entre perpendiculaires qui est utilisée.